# Niptera pulla
Niptera pulla är en svampart som först beskrevs av W. Phillips & Keith, och fick sitt nu gällande namn av Jean Louis Emile Boudier 1907. Enligt Catalogue of Life ingår Niptera pulla i släktet Niptera, ordningen disksvampar, klassen Leotiomycetes, divisionen sporsäcksvampar och riket svampar, men enligt Dyntaxa är tillhörigheten istället släktet Niptera, familjen Dermateaceae, ordningen disksvampar, klassen Leotiomycetes, divisionen sporsäcksvampar och riket svampar. Arten är reproducerande i Sverige. Inga underarter finns listade i Catalogue of Life.